# Kunal Nayyar
Kunal Nayyar (født 30. april 1981 i London, England) er en engelsk/indisk skuespiller, som har medvirket i en række tv serier. Han er bedst kendt for sin rolle som Rajesh Koothrappali i den amerikanske sitcom The Big Bang Theory, som produceres af den amerikanske tv-station CBS.